# Claude Veillot
Claude Veillot (29. září 1925, Fontenay-le-Comte, Vendée – 21. dubna 2008, La Rochelle, Charente-Maritime) byl francouzský spisovatel a scenárista. Publikoval knihy pro mládež a science-fiction. Původně pracoval jako novinář.

## Scénáře
- Ronde de nuit (1984), spolu s Marcem Perrierem
- 1982 : Probuď se špione (Espion, lève-toi), režie Yves Boisset
- Le Choc (1982), spolu s Jean-Patrickem Manchettem, Alainem Delonem a Dominique Robeletem
- La Femme flic (1980)
- Le Juge Fayard, dit le shérif (1977)
- Stará puška (Le vieux fusil) (1975), spolu s Pascalem Jardinem a Robertem Enricem
- Il faut vivre dangereusement (1975), spolu s Raymondem Marlotem
- R.A.S (1973), spolu s Rolandem Perrotem
- L'Albatros (1971), spolu s Raphaëlem Delpardem
- Un Condé (1970), spolu s Pierrem Lesou a Sandrem Continenza
- Coplan sauve sa peau (1968)

## Knihy
- Araignées dans le plafond (1959)
- Les premiers jours de mai (1960)
- L'enclave (1960)
- Encore un peu de caviar (1963)
- En un autre pays (1964)
- L'homme à la carabine (1966)
- L'Eglise de pace (1993)